# Cyclopina arenicola
Cyclopina arenicola is een eenoogkreeftjessoort uit de familie van de Cyclopinidae. De wetenschappelijke naam van de soort is voor het eerst geldig gepubliceerd in 1961 door Plesa.